# Cernuella
Duinslakken (Cernuella) zijn een geslacht van weekdieren uit de klasse van de Gastropoda (slakken).

## Soorten
- Cernuella aginnica (Locard, 1882) = Franse duinslak
- Cernuella amanda (Rossmässler, 1838)
- Cernuella aradasii (Pirajno, 1842)
- Cernuella caruanae (Kobelt, 1888)
- Cernuella cisalpina (Rossmässler, 1837) = Griekse duinslak
- Cernuella hydruntina (Kobelt, 1883)
- Cernuella jonica (Mousson, 1854)
- Cernuella lampedusae (Kobelt, 1890)
- Cernuella neglecta (Draparnaud, 1805) = Afgevlakte duinslak
- Cernuella rugosa (Lamarck, 1822)
- Cernuella selmaniana Brandt, 1959
- Cernuella tineana (Benoit, 1862)
- Cernuella virgata (da Costa, 1778) = Bolle duinslak